# Frank Thorne
Frank Thorne (16 de junho de 1930 - 07 de março de 2021) foi um escritor e desenhista norte-americano de quadrinhos, famoso pelos seus trabalhos com a personagem Red Sonja publicado pela editora Marvel Comics.

## Biografia
Thorne começou sua carreira nos quadrinhos em 1948 desenhando na revista pulp Standard Comics. Após sua formatura desenhou as tirinhas de Perry Mason para a King Features Syndicate, seguido de trabalhos em revistras em quadrinos para a Dell Comics, onde trabalhou com os títulos: Flash Gordon, Jungle Jim, The Green Hornet, entre outros. Em seguida iniciou seus trabalho com a Marvel Comics desenhando a Red Sonja.
Thorne, posteriormente trabalhou, entre outros, com os seguintes quadrinhos para adultos do gênero erótico: Moonshine McJugs para a Playboy, Lann para a Heavy Metal, e Danger Rangerett para a National Lampoon, assim como as romances gráficos Ghita of Alizarr, The Iron Devil e The Devil’s Angel para a Fantagraphics Books.